# Кліппер-Соуз
Кліппер-Соуз — офшорне газове родовище у британському секторі Північного моря, за 100 км від узбережжя Лінкольнширу в районі з глибиною моря від 22 до 26 метрів.

## Характеристика
Кліппер-Соуз відкрили у 1982-му внаслідок спорудження розвідувальної свердловини 48/19a-3, а за десять років розміри відкриття уточнили двома оціночними свердловинами. Вуглеводні виявили на глибині 2500 метрів під морським дном у створених еоловими процесами пісковиках пермського періоду. Газоматеринськими породами є підстилаючі вугільні пласти карбону. Запаси родовища оцінюються у 13,4 млрд м3.
На початку 2012-го бурове судно Ensco 92 почало спорудження першої із п'яти запланованих видобувних свердловин. Враховуючи наявність горизонтальних ділянок, вони мають довжину від 3876 до 5866 метрів. За рік до того плавучий кран великої вантажопідйомності Stanislav Yudin встановив опорну основу платформи для розміщення фонтанних арматур вагою 959 тонн, закріпивши її чотирма палями довжиною по 55 метрів. Після цього інший кран тієї ж компанії Oleg Strashnov змонтував надбудову з обладнанням («топсайд»), яка важила вже 2107 тонн.
Для видачі продукції родовище за допомогою газопроводу довжиною 15,5 км та діаметром 300 мм під'єднали до газозбірної системи LOGGS (Lincolnshire Offshore Gas Gathering System). У зворотньому напрямку через трубопровід діаметром 75 мм здійснюється подача моноетиленгліколю, необхідного для попередження гідратоутворення. Після прокладання трубопроводів облаштували їх захист від можливих пошкоджень за допомогою каменеукладального судна Rollingstone. 
Видобуток на родовищі стартував у серпні 2012-го, при цьому управління процесом здійснювалось дистанційно через LOGGS.
Розробку родовища, розраховану на період у 15 років, розпочав консорціум у складі німецької RWE Dea (50 %), Fairfield Energy та Bayern Gas (по 25 %). Станом на кінець 2015-го права у перших двох викупив американський нафтохімічний концерн INEOS.
А тим часом власник системи LOGGS через падіння видобутку вирішив припинити її діяльність. Це викликало необхідність підключення Кліппер-Соуз до іншої газотранспортної системи, що вирішили виконати через маніфольд родовища Кліппер. Весною 2018 року підготовку до цих робіт розпочало трубоукладальне судно Deep Energy.